# Tanno Kenta
Tanno Kenta (丹野 研太 Tanno Kenta, sinh ngày 30 tháng 8 năm 1986 ở Miyagi) là một cầu thủ bóng đá người Nhật Bản hiện tại thi đấu cho Cerezo Osaka.

## Thống kê sự nghiệp câu lạc bộ
Cập nhật đến ngày 23 tháng 2 năm 2016.
| Thành tích câu lạc bộ | Thành tích câu lạc bộ | Thành tích câu lạc bộ | Giải vô địch | Giải vô địch | Cúp                   | Cúp                   | Cúp Liên đoàn | Cúp Liên đoàn | Tổng cộng | Tổng cộng |
| Mùa giải              | Câu lạc bộ            | Giải vô địch          | Số trận      | Bàn thắng    | Số trận               | Bàn thắng             | Số trận       | Bàn thắng     | Số trận   | Bàn thắng |
| Nhật Bản              | Nhật Bản              | Nhật Bản              | Giải vô địch | Giải vô địch | Cúp Hoàng đế Nhật Bản | Cúp Hoàng đế Nhật Bản | J. League Cup | J. League Cup | Tổng cộng | Tổng cộng |
| --------------------- | --------------------- | --------------------- | ------------ | ------------ | --------------------- | --------------------- | ------------- | ------------- | --------- | --------- |
| 2005                  | Cerezo Osaka          | J1 League             | 0            | 0            | 0                     | 0                     | 0             | 0             | 0         | 0         |
| 2006                  | Cerezo Osaka          | J1 League             | 0            | 0            | 0                     | 0                     | 0             | 0             | 0         | 0         |
| 2007                  | Cerezo Osaka          | J2 League             | 0            | 0            | 0                     | 0                     | -             | -             | 0         | 0         |
| 2007                  | V-Varen Nagasaki      | JRL                   | 1            | 0            | 3                     | 0                     | -             | -             | 4         | 0         |
| 2008                  | Cerezo Osaka          | J2 League             | 0            | 0            | 0                     | 0                     | -             | -             | 0         | 0         |
| 2009                  | Cerezo Osaka          | J2 League             | 1            | 0            | 0                     | 0                     | -             | -             | 1         | 0         |
| 2010                  | Cerezo Osaka          | J1 League             | 0            | 0            | 0                     | 0                     | 0             | 0             | 0         | 0         |
| 2011                  | Oita Trinita          | J2 League             | 6            | 0            | 1                     | 0                     | -             | -             | 7         | 0         |
| 2012                  | Oita Trinita          | J2 League             | 4            | 0            | 1                     | 0                     | -             | -             | 5         | 0         |
| 2013                  | Oita Trinita          | J1 League             | 25           | 0            | 0                     | 0                     | 4             | 0             | 29        | 0         |
| 2014                  | Cerezo Osaka          | J1 League             | 0            | 0            | 0                     | 0                     | 0             | 0             | 0         | 0         |
| 2015                  | Cerezo Osaka          | J2 League             | 19           | 0            | 0                     | 0                     | -             | -             | 19        | 0         |
| 2016                  | Cerezo Osaka          | J2 League             |              |              |                       |                       |               |               |           |           |
| 2017                  | Cerezo Osaka          | J1 League             |              |              |                       |                       |               |               |           |           |
| Tổng                  | Tổng                  | Tổng                  | 56           | 0            | 5                     | 0                     | 4             | 0             | 65        | 0         |